# Internationale Muziekdag
Internationale Muziekdag, ook wel Wereldmuziekdag (Engels: International Music Day, IMD), wordt jaarlijks op 1 oktober gevierd. Het doel van de Internationale Muziekdag is de muziekkunst in alle delen van de samenleving te stimuleren, de UNESCO-doelen van vrede en vriendschap in de praktijk te brengen en de activiteiten van de Internationale Muziekraad en de aangesloten organisaties te bevorderen.
De dag is in het leven geroepen door de Internationale Muziekraad die is gelieerd aan UNESCO. Ze werd ingesteld in 1975 en is een initiatief van de Amerikaans-Britse violist en toenmalige raadsvoorzitter Yehudi Menuhin.